# Pfarrhaus (Bürg)

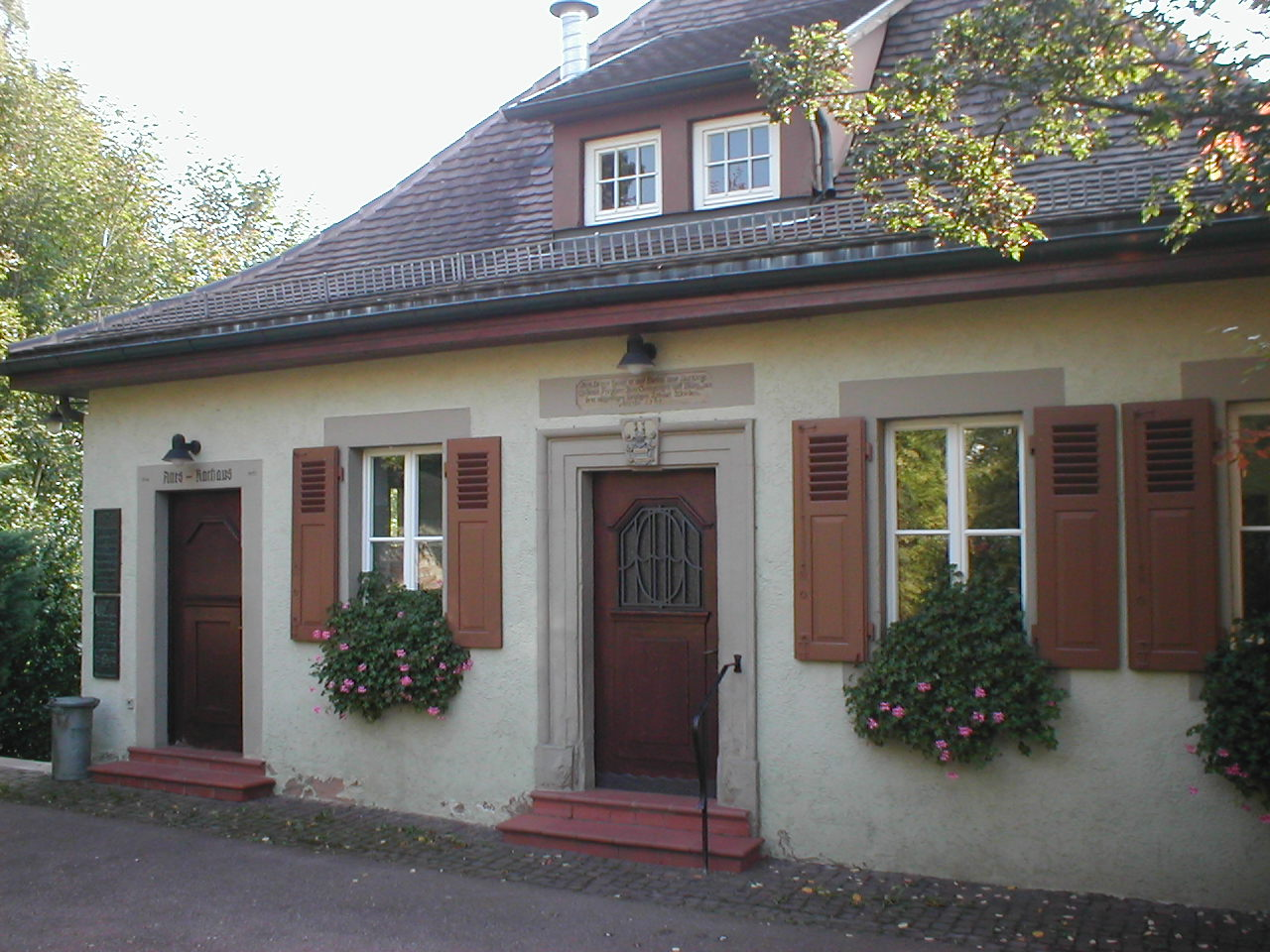
Das alte Pfarrhaus in Bürg, Nordfassade

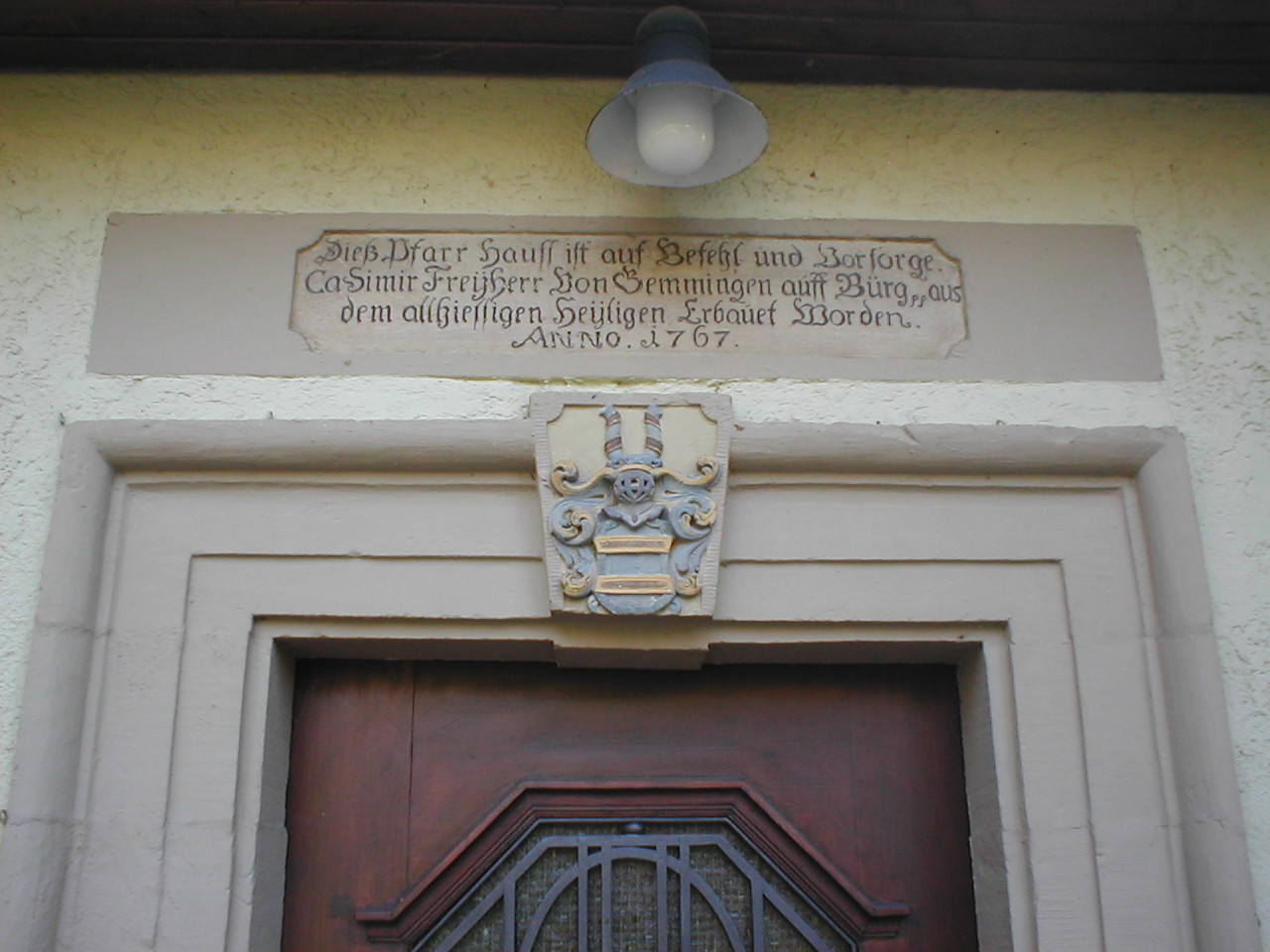
Bauinschrift mit Gemmingenschem Wappen über dem Portal

Das Pfarrhaus in Bürg, einem Ortsteil von Neuenstadt am Kocher im Landkreis Heilbronn im nördlichen Baden-Württemberg, ist ein historisches Gebäude, das im Kern auf das Jahr 1767 zurückgeht. Es diente im Laufe seiner Geschichte auch als Rathaus und Schule und ist heute Gemeindehaus.

## Geschichte
Nachdem das seit dem 16. Jahrhundert kirchlich zu Neuenstadt am Kocher zählende Bürg seit 1766 einen eigenen Pfarrer hatte, wurde 1767 durch den Ortsherren Casimir von Gemmingen (1697–1769), der auch das Patronatsrecht in Bürg besaß, zwischen Schloss und Kirche ein Pfarrhaus erbaut. Das Baujahr sowie Name und Wappen des damaligen Ortsherrn schmücken das Portal des Gebäudes. Von 1820 bis 1841 war Karl Friedrich Jaeger Pfarrer in Bürg und lebte mit seiner Familie in dem Gebäude. Neben seiner Frau und den sechs Kindern, die allesamt in Bürg geboren wurden, zählten noch weitere Verwandte zu den Bewohnern. Für die Unterbringung von Jaegers Schwiegermutter wurde so ein Anbau an das ansonsten nur aus Erdgeschoss und Dachstock bestehende Gebäude bewilligt. An zwei Söhne Jaegers erinnern heute noch Tafeln am Gebäude: Otto Jäger (1828–1912) war ein deutscher Pädagoge und Turnschriftsteller, Gustav Jäger (1832–1917) war Naturwissenschaftler und propagierte gesundheitsfördernde Wollkleidung.
1906 wurde die Pfarrei in Bürg aufgehoben. Gustav Jäger schrieb zu den Umständen: Die wirtschaftliche Umänderung hat dahin geführt, daß die von Gemmingensche Gutswirtschaft von ab- und zuwandernden Polacken und nicht mehr von der einheimischen Bevölkerung bearbeitet wird. Letztere war evangelisch, die Polacken sind katholisch, und das Patronat, das früher einer evangelischen Linie angehörte, ging an eine katholische Linie (von Gemmingen-Hornberg) über. So war eine evangelische Pfarrei nicht mehr am Platz und das evangelische Pfarrhaus musste einem Rathaus weichen.
Nachdem Bürg keine eigene Pfarrei mehr besaß, war das Gebäude von 1906 bis zur Eingemeindung Bürgs nach Neuenstadt am Kocher 1973 das Rathaus im Ort, bis 1982 diente es noch als Verwaltungsstelle. Die Inschrift über dem zweiten Portal 1906 – Altes Rathaus – 1982 erinnert an diese Gebäudenutzung. Heute dient das Gebäude als Gemeindehaus.

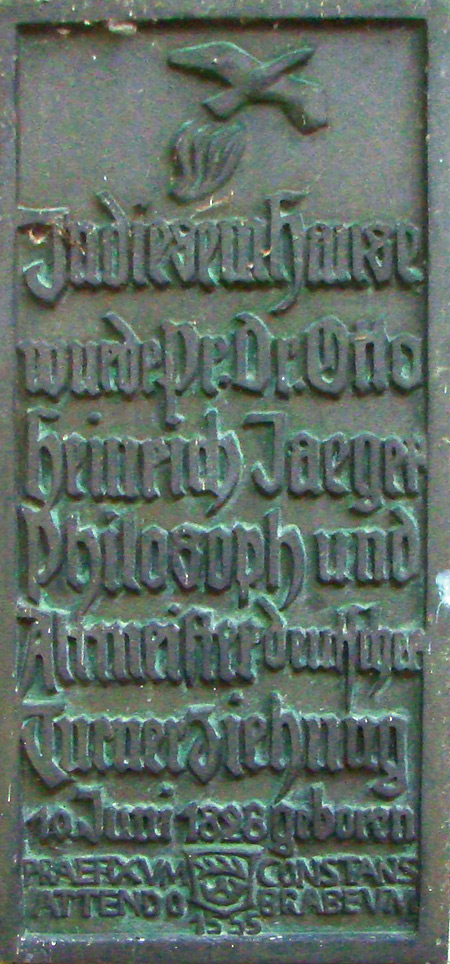
Gedenktafel für Otto Jäger
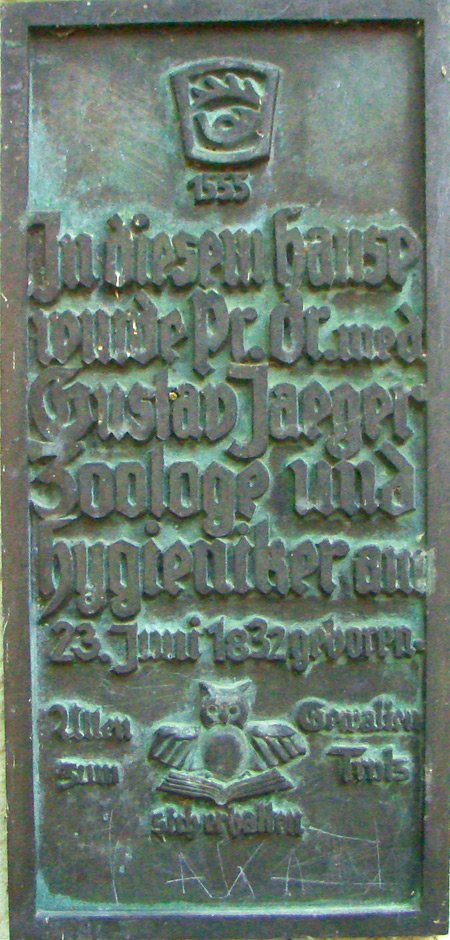
Gedenktafel für Gustav Jäger